# Ooki na Ai de Motenashite
«Ooki na Ai de Motenashite»(大きな愛でもてなして) es el tercer sencillo indie de °C-ute. Fue lanzado bajo el sello de Zetima el 9 de julio de 2006.

## Miembros presentes en el sencillo
- Erika Umeda
- Maimi Yajima (líder)
- Megumi Murakami
- Arihara Kanna
- Saki Nakajima
- Airi Suzuki
- Chisato Okai
- Mai Hagiwara

## Información del sencillo
| # | Información del sencillo |
| - | --- |
| 3 | - Fecha de Lanzamiento:9 de julio de 2006 - Centro: Airi Suzuki - Vocalista Principal: Airi Suzuki, Maimi Yajima - Vocalistas secundarias:Megumi Murakami |

- Datos: Q3594028